# 1015 Christa
Az 1015 Christa (ideiglenes jelöléssel 1924 QF) egy kisbolygó a Naprendszerben. Karl Wilhelm Reinmuth fedezte fel 1924. január 31-én, Heidelbergben.